# Telipogon asuayanus
Telipogon asuayanus là một loài thực vật có hoa trong họ Lan. Loài này được Rchb.f. miêu tả khoa học đầu tiên năm 1876.